# Denis Nikiforov
Pour les articles homonymes, voir Nikiforov.
Denis Evguenievitch Nikiforov (Денис Евгеньевич Никифоров), né le 2 août 1977 à Moscou, est un acteur de théâtre et de cinéma russe.

## Biographie
Il joue à Moscou à partir de 1995 sur la scène du théâtre d'Oleg Tabakov et il est pris dans la troupe de ce th̩éâtre en 1998 après avoir terminé l'école du MKhAT (dans la classe d'Oleg Tabakov).
On le voit notamment dans les rôles de Saratov («Звездный час по местному времени», L'Heure de la bonne étoile, selon l'heure locale), Nikita («Псих», Le Dingue), le garçon («Старый квартал», Le Vieux Quartier), l'étudiant («Страсти по Бумбарашу», Passions pour Boumbarach), le patient («Еще Ван Гог…», Encore Van Gogh), le chevalier Danceny («Опасные связи», Les Liaisons dangereuses), Christopher («Болеро», Boléro), Bourdovski («Идиот», L'Idiot), Hippolyte («Не все коту масленица», Ce n'est pas tous les jours mardi-gras), Constantin («8 первых свиданий», Les Huit premiers rendez-vous). Il atteint la notoriété avec le rôle d'Arthème Koltchine dans la trilogie télévisée d'Alexeï Sidorov qui se passe autour de l'univers de la boxe, «Бой с тенью» (Combat de l'ombre) —  «Бой с тенью 2: Реванш» (Combat de l'ombre 2 : La Revanche), et «Бой с тенью 3D: Последний раунд» (Combat de l'ombre 3D : Le Dernier Round).
En 2012, il tourne dans le film «Ночные ласточки» (Hirondelles de nuit), où il interprète un commandant des services secrets du nom d'Alexandre Makeïev. L'année suivante, il apparaît à la télévision dans le feuilleton populaire «Молодёжка» (Jeunesse) dans le rôle de Sergueï Makeïev, entraîneur de hockey sur glace du Dynamo Moscou. On le voit en France en 2015 dans le film 22 minutes qui raconte la prise d'otages par des pirates somaliens du navire-citerne Université de Moscou en 2010 dans le golfe d'Aden. Il y joue le capitaine Tarassov.

## Vie privée
Avec son épouse Irina, ils sont parents de jumeaux nés le 17 juillet 2013, Alexandre et Véronika.